# 大西洋蘆鯛
大西洋蘆鯛為蘆鯛屬的一種，分布於西大西洋區，從美國羅德島州南部至巴西海域，棲息深度3-200公尺，體長可達76公分，棲息在沿海沙底質海域或珊瑚礁，屬肉食性，以海膽、螃蟹及軟體動物為食，可做為食用魚，有雪卡魚中毒的報告。